# Barbara Bates
Barbara Bates (Denver, 6 agosto 1925 – Denver, 18 marzo 1969) è stata un'attrice statunitense.
È nota per l'interpretazione dell'aspirante attrice Phoebe nel film Eva contro Eva (1950).

## Biografia
Prima di tre figlie, studiò balletto a Denver e divenne una giovane modella. Nonostante la timidezza, fu convinta a partecipare ad un concorso di bellezza locale, nel quale vinse un viaggio a Hollywood. Due giorni prima di tornare a Denver incontrò Cecil Coan, un agente pubblicitario della United Artists che avrebbe cambiato la sua vita. Fu Coan a presentarla al produttore cinematografico Walter Wanger, il quale nel 1944 fece sottoscrivere alla Bates il suo primo contratto con la Universal Pictures.
Apparsa in numerosi ruoli di secondo piano, spesso non accreditata, la Bates raggiunse l'apice della sua breve carriera nel 1950, comparendo nelle scene conclusive del film Eva contro Eva, nel ruolo dell'aspirante attrice Phoebe, che viene sorpresa nel proprio appartamento da Eve Harrington (Anne Baxter), la quale non si accorge che dietro la fervente ammirazione della ragazza si nascondono le stesse ambizioni di carriera che avevano spinto la stessa Eve a raggiungere il successo senza alcuno scrupolo.
Il prosieguo della carriera della Bates fu condizionato da problemi di insicurezza e da una crescente depressione. Dopo un'ultima apparizione sul set nel film Apache Territory (1958) e nella serie televisiva Il Santo (1962), l'attrice abbandonò le scene e ritornò nella natia Denver, dove si ritirò definitivamente lontano dai riflettori, evitando qualsiasi uscita pubblica. Per qualche tempo lavorò come segretaria, come assistente in uno studio dentistico e come aiuto infermiera in un ospedale.
La sua depressione si aggravò 1967 dopo la morte per cancro del marito Cecil Coan (con cui era sposata dal 1945). Nel dicembre 1968 l'attrice sposò un amico d'infanzia, William Reed, ma nonostante il nuovo legame affettivo e il matrimonio, non riuscì a ritrovare la serenità e a curare la propria depressione, che peggiorò ulteriormente.
Il 18 marzo 1969, tre mesi dopo il suo matrimonio con Reed, Barbara Bates si suicidò nel garage della casa della madre, inalando monossido di carbonio dal tubo di scappamento della propria auto. Aveva 43 anni.

## Filmografia

### Cinema
- Strange Holiday, regia di Arch Oboler (1945)
- Salomè (Salome Where She Danced), regia di Charles Lamont (1945)
- Due pantofole e una ragazza (Lady on a Train), regia di Charles David (1945) (non accreditata)
- Questo nostro amore (This Love of Ours), regia di William Dieterle (1945) (non accreditata)
- The Crimson Canary, regia di John Hoffman (1945) (non accreditata)
- Notte di paradiso (Night in Paradise), regia di Arthur Lubin (1946) (non accreditata)
- Love and Learn, regia di Frederick de Cordova (1947) (non accreditata)
- The Fabulous Joe, regia di Harve Foster (1947)
- The Hal Roach Comedy Carnival, regia di Bernard Carr e Harve Foster (1947)
- Always Together, regia di Frederick De Cordova (1947)
- April Showers, regia di James V. Kern (1948) (non accreditata)
- Amore sotto coperta (Romance on the High Seas), regia di Michael Curtiz e Busby Berkeley (1948) (non accreditata)
- Johnny Belinda, regia di Jean Negulesco (1948) (non accreditata)
- Vorrei sposare (June Bride), regia di Bretaigne Windust (1948)
- Le avventure di Don Giovanni (Adventures of Don Juan), regia di Vincent Sherman (1948) (non accreditata)
- One Last Fling, regia di Peter Godfrey (1949)
- The House Across the Street, regia di Richard L. Bare (1949)
- L'ispettore generale (The Inspector General), regia di Henry Koster (1949)
- Sabbie mobili (Quicksand), regia di Irving Pichel (1950)
- Dodici lo chiamano papà (Cheaper by the Dozen), regia di Walter Lang (1950)
- Eva contro Eva (All About Eve), regia di Joseph L. Mankiewicz (1950)
- La collina della felicità (I'd Climb the Highest Mountain), regia di Henry King (1951)
- Il segreto del lago (The Secret of Convict Lake), regia di Michael Gordon (1951)
- Mia moglie si sposa (Let's Make It Legal), regia di Richard Sale (1951)
- Ragazze alla finestra (Belles on Their Thoes), regia di Henry Levin (1952)
- I banditi di Poker Flat (The Outcasts of Poker Flat), regia di Joseph M. Newman (1952)
- Marinai a terra (All Ashore), regia di Richard Quine (1953)
- Occhio alla palla (The Caddy), regia di Norman Taurog (1953)
- Rapsodia (Rhapsody), regia di Charles Vidor (1954)
- L'uomo che vide il suo cadavere (House of Secrets), regia di Guy Green (1956)
- Città sotto inchiesta (Town on Trial), regia di John Guillermin (1957)
- Apache Territory, regia di Ray Nazarro (1958)

### Televisione
- The Revlon Mirror Theatre – serie TV, 1 episodio (1953)
- The Millionaire – serie TV, episodio 1x19 (1955)
- It's a Great Life – serie TV, 26 episodi (1954-1955)
- Studio 57 – serie TV, 1 episodio (1955)
- Il Santo (The Saint) – serie TV, episodio 1x05 (1962)

## Doppiatrici italiane
- Miranda Bonansea in Occhio alla palla, Eva contro Eva
- Dhia Cristiani in L'uomo che vide il suo cadavere, Apache Territory
- Micaela Giustiniani in Mia moglie si sposa
- Renata Marini in Il segreto del lago